# مقاطعة موريسون (مينيسوتا)
مقاطعة موريسون (بالإنجليزية: Morrison County)‏ هي إحدى مقاطعات ولاية مينيسوتا في الولايات المتحدة الأمريكية.